# Clarence Goodson
Clarence E. Goodson IV (Alexandria, 17 de maio de 1982) é um futebolista estadunidense. Atualmente defende o San José Earthquakes.